# Automeris kopturae
Automeris kopturae é uma espécie de mariposa do gênero Automeris, da família Saturniidae.
Sua ocorrência foi registrada na Costa Rica, México e Panamá.